# 广盛站
广盛站是一个沈山铁路上的已停用铁路车站，位于辽宁省黑山县广盛村，建于1940年，目前为五等站，邮政编码为121408。目前客运：办理旅客乘降；不办理行李、包裹托运；不办理货运营业。